# Jack Rodwell
Jack Christian Rodwell (Southport, Inglaterra, Reino Unido, 11 de marzo de 1991) es un futbolista inglés que juega de centrocampista en el Sydney F. C. de la A-League de Australia.

## Trayectoria
Rodwell debutó con tan solo 14 años en el equipo sub-18 del Everton F. C. Posee el récord de juventud en debutar en competición europea, fue contra el AZ Alkmaar con 16 años y 284 días. En marzo de 2008 participó, por primera vez, en un partido de la Premier League al ser sustituido Tim Cahill y entrar por él. Rodwell marcó su primer gol en la FA Cup frente al Aston Villa F. C. en febrero de 2009.
El 12 de agosto de 2012 se unió al Manchester City F. C. por un total de 15 millones de euros. Hizo su debut el 19 de agosto en un partido de Premier League ante el Southampton F. C.
El 5 de agosto de 2014 se anunció que había fichado por el Sunderland A. F. C. por cinco años y una cifra cercana a los 12 millones de euros.
El 23 de agosto de 2018, estando sin equipo, firmó con el Blackburn Rovers F. C. por una temporada.
Estando nuevamente sin equipo, en diciembre de 2019 empezó a entrenar con el Sheffield United F. C. y en enero de 2020 el club hizo oficial su contratación hasta final de temporada. En agosto firmó un nuevo contrato de un año de duración. Este no se volvió a extender, por lo que abandonó el club al finalizar la campaña.
El 18 de noviembre de 2021 se comprometió con el Western Sydney Wanderers F. C. para la temporada 2021-22 del fútbol australiano. La siguiente siguió jugando en el mismo país y la misma ciudad después de unirse al Sydney F. C.

## Clubes
| Club                           | País       | Año       |
| ------------------------------ | ---------- | --------- |
| Everton F. C.                  | Inglaterra | 2007-2012 |
| Manchester City F. C.          | Inglaterra | 2012-2014 |
| Sunderland A. F. C.            | Inglaterra | 2014-2018 |
| Blackburn Rovers F. C.         | Inglaterra | 2018-2019 |
| Sheffield United F. C.         | Inglaterra | 2020-2021 |
| Western Sydney Wanderers F. C. | Australia  | 2021-2022 |
| Sydney F. C.                   | Australia  | 2022-     |

## Palmarés

### Títulos nacionales
| Título                        | Club                  | País       | Año     |
| ----------------------------- | --------------------- | ---------- | ------- |
| Copa de la Liga de Inglaterra | Manchester City F. C. | Inglaterra | 2013-14 |
| Premier League                | Manchester City F. C. | Inglaterra | 2013-14 |

## Vida personal
Jack Rodwell es sobrino del famoso Tony Rodwell, exjugador del Blackpool.